# Frieda Liappa
Frieda Liappa, née le 10 février 1948 à Messène et morte le 28 novembre 1994, était une réalisatrice, scénariste, actrice, productrice et poète grecque.

## Biographie
Frieda Liappa fit des études de lettres à l'Université d'Athènes avant d'aller étudier à la London Film School. En 1974, elle entra au comité de rédaction de la grande revue de cinéma grec Σύγχρονο κινηματογράφος (Synchronos kinimatografos). Elle réalisa une demi-douzaine de films. Elle est l'auteur de divers recueils de poésie et ouvrages en prose.

## Filmographie
- 1972 : Quarante jours après (Meta 40 meres) (court métrage)
- 1977 : Je me souviens de toi, toujours sur le départ (Mia zoi se thymamai na fevgeis) (court métrage)
- 1980 : Apetaxamin (court métrage)
- 1981 : Les Chemins de l'amour se perdent dans la nuit (Oi dromoi tis agapis einai nyhterinoi) (long métrage)
- 1983 : Eau de pluie (téléfilm)
- 1986 : Une Mort tranquille (Itan enas isychos thanatos) (long métrage)
- 1991 : Les Années de la grande chaleur (Τα Χρόνια της Μεγάλης Ζέστης (Ta chronia tis megalis zestis)) (long métrage)